# ويليام جيلمور
ويليام جيلمور (بالإنجليزية: William Gilmore)‏ هو مجدف أمريكي، ولد في 16 فبراير 1895 في Chesterbrook, Pennsylvania ‏ في الولايات المتحدة، وتوفي في 5 ديسمبر 1969 في فيلادلفيا في الولايات المتحدة.

## وصلات خارجية
- ويليام جيلمور على موقع الاتحاد الدولي للتجديف (الإنجليزية)
- ويليام جيلمور على موقع اللجنة الأولمبية الدولية (الإنجليزية)
- ويليام جيلمور على موقع أوليمبيديا (الإنجليزية)